# 26011 Cornelius
26011 Cornelius è un asteroide della fascia principale. Scoperto nel 2001, presenta un'orbita caratterizzata da un semiasse maggiore pari a 2,5989644 au e da un'eccentricità di 0,0596868, inclinata di 10,09647° rispetto all'eclittica.